# Hodenhagen

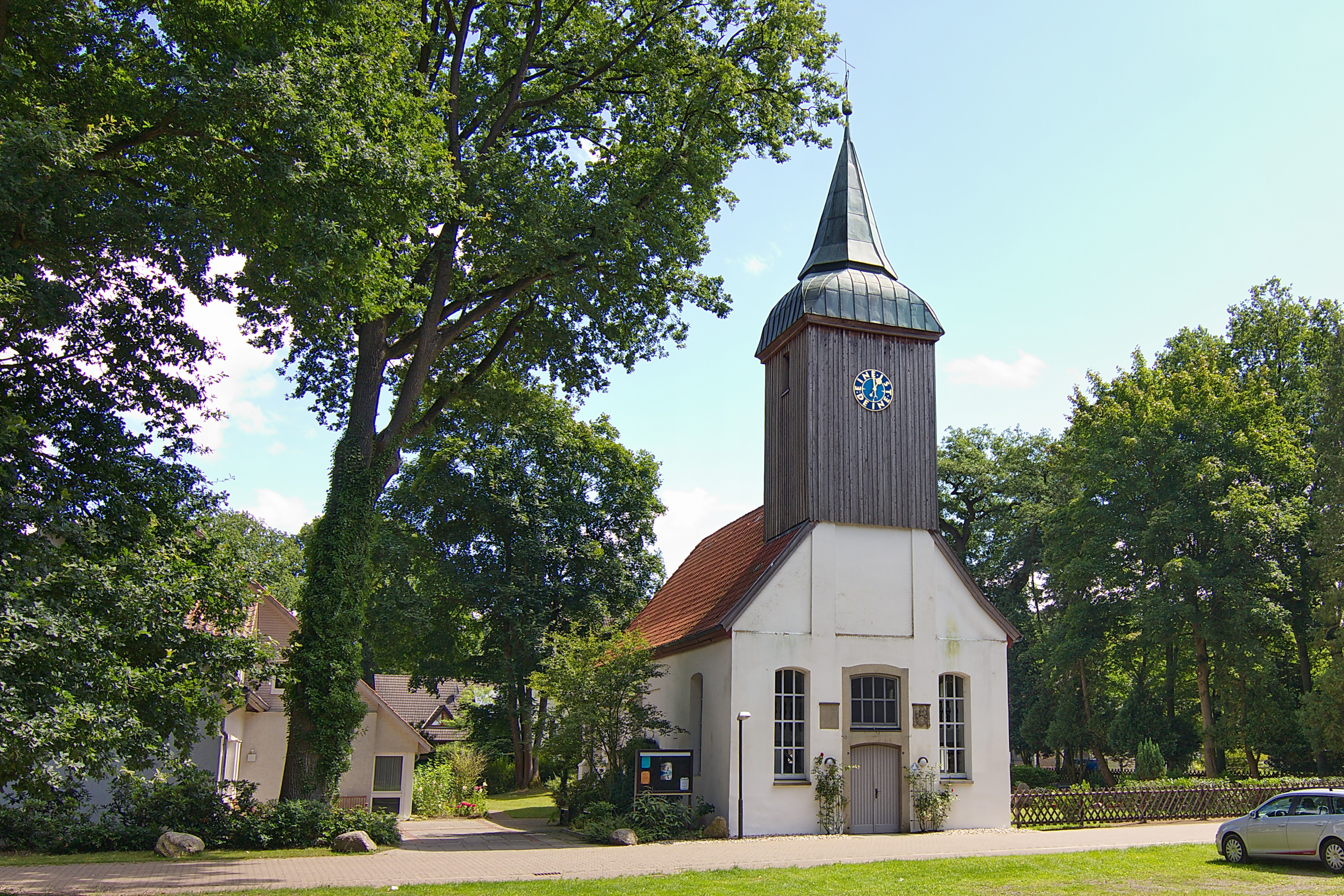
St.-Thomas-und-Maria-Kirche

Hodenhagen ist eine Gemeinde im Landkreis Heidekreis in Niedersachsen.

## Geographie
Hodenhagen liegt an der Aller im Aller-Leine-Tal. Nachbargemeinden sind Walsrode, Eickeloh, Grethem, Ahlden, Böhme und Hademstorf.

## Geschichte
Alte Bezeichnungen des Ortes sind um 1168 de Hode, 1171 Hude, 1262 Hermanno Hodenhagen und um 1267 Henricus de Hodenhagene.
Das Adelsgeschlecht derer von Hodenberg hatte seinen Sitz in der Burg Hodenhagen, die 1244 zum ersten Mal urkundlich erwähnt wurde. Sie lag etwa 1 km östlich des heutigen Dorfes in unbewohntem Gebiet an einem wichtigen Flussübergang über die Meiße. Die Burg wurde bei kriegerischen Auseinandersetzungen bereits 1289  geschleift. Daran erinnert ein am ehemaligen Standort aufgestellter Gedenkstein aus dem Jahre 1856. Infolgedessen verlegten die Burgherren ihren Sitz weiter westlich in den heutigen Ortsteil Hudemühlen und bildeten so den Ursprung des heutigen Ortes Hodenhagen. Vermutlich errichteten die von Hodenhagen zunächst nur einen Hof mit wehrhaften Bauelementen. 1448 wird die Burg Hudemühlen erwähnt, die Karten zufolge noch im 18. Jahrhundert Umwallungen besaß. Im 16. Jahrhundert wurde die Burg in ein prachtvolles Renaissanceschloss, allerdings in Fachwerkbauweise, umgewandelt. Es bestand aus drei Hauptgebäuden und einem Wirtschaftsgebäude. Darüber hinaus wies es einen Rund- und einen Rechteckturm auf. Anfang des 19. Jahrhunderts war das Schloss durch Abriss beseitigt worden.
Die zur Samtgemeinde Ahlden gehörende Gemeinde Hodenhagen ist vergleichsweise jung, sie wurde am 1. Oktober 1936 mit dem Zusammenschluss der Gemeinden Riethagen, Hudemühlen-Burg und Hudemühlen-Flecken gegründet. Die Ortsteile selbst sind wesentlich älter, die erste urkundliche Erwähnung der Siedlungen Riethagen und Hudemühlen stammt aus dem Jahre 1330. Für die 1936 entstandene Gemeinde wurde der historische Name des Geschlechtes derer von Hodenhagen gewählt.

## Politik
Der Rat der Gemeinde Hodenhagen setzt sich aus 15 Mitgliedern zusammen. Die Ratsmitglieder werden durch eine Kommunalwahl für jeweils fünf Jahre gewählt.
Bei der Kommunalwahl 2021 ergab sich folgende Sitzverteilung:
| Gemeinderat 2021Insgesamt 15 Sitze - SPD: 7 - FWG: 2 - CDU: 6 | Gemeinderatswahl 2021Wahlbeteiligung: 56,59 % 50403020100 44,01 %43,98 %12,01 % SPDCDUFWGcAnmerkungen:c Freie Wählergemeinschaft Hodenhagen |

## Kultur und Sehenswürdigkeiten
Die evangelische St.-Thomas-und-Maria-Kapelle wurde 1768 erbaut. Der gewölbte Chor stammt aus dem Jahr 1424.
Am Ortsrand von Hodenhagen liegt der Serengeti-Park. Alljährlich findet in Hodenhagen das Brinkfest statt, eine Veranstaltung, die am dritten Sonnabend im August Besucher aus dem gesamten Landkreis Heidekreis zum gemeinsamen Feiern einlädt.
Der Legende nach spielte in den Jahren 1584–1588 der Kobold Hinzelmann auf dem Schloss Hudemühlen den Bewohnern und Gästen allerlei Streiche.

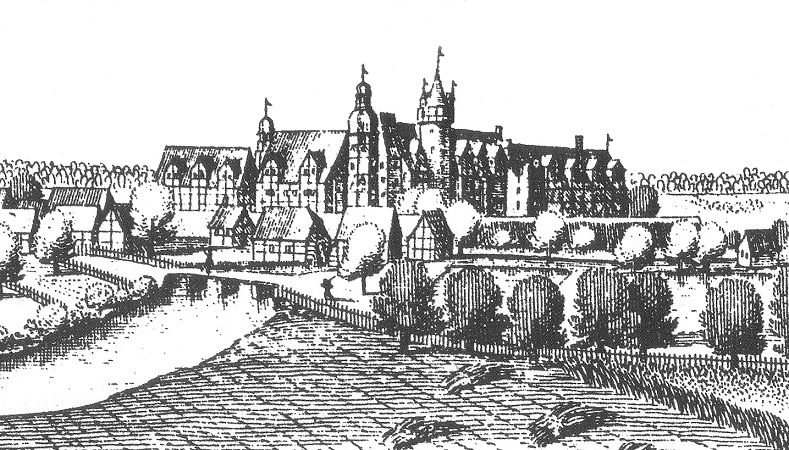
Merian-Kupferstich vom Renaissanceschloss Hudemühlen 1654
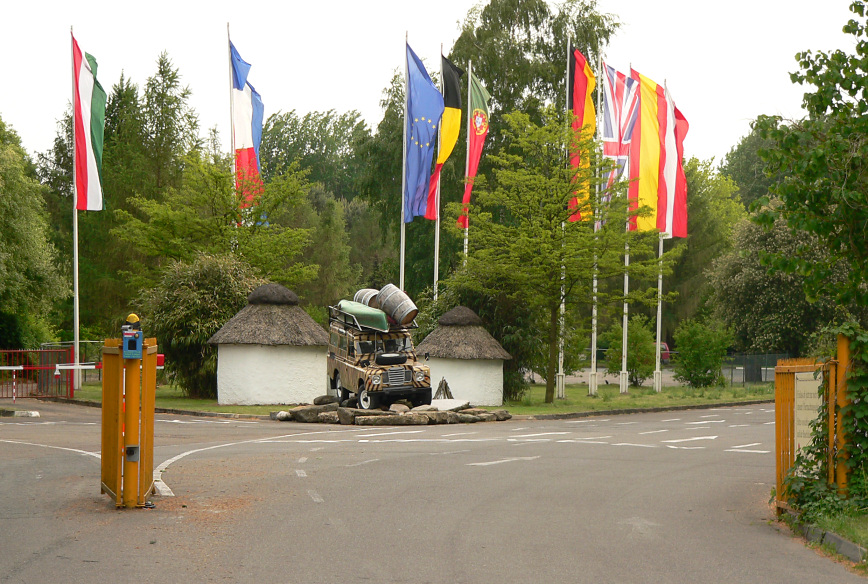
Einfahrt des Serengeti-Parks
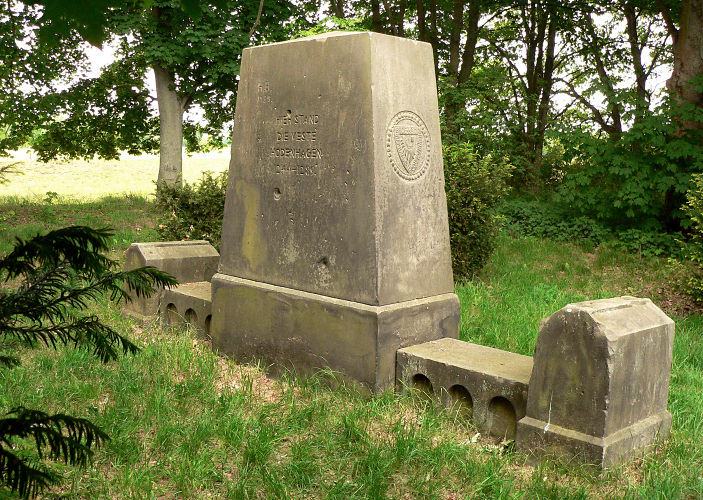
Denkmal der Burg Hodenhagen

## Wirtschaft und Infrastruktur
Im Gewerbegebiet am Flugplatz sind verarbeitende Betriebe ansässig. Zudem finden sich im Ort Banken, Bäcker, Ärzte, Supermärkte, Tankstellen und eine Grundschule wie auch eine weiterführende Oberschule.
Hodenhagen hat zugleich Anschluss an die A 7 (Abfahrt Westenholz) und an die Eisenbahnstrecke Buchholz–Hannover (Heidebahn). Auf dieser verkehrt stündlich die Linie RB 38 Hannover–Buchholz(–Hamburg-Harburg am Wochenende und Feiertags).
Die Gemeinde verfügt über Busverbindungen, die vor allem in der Schulzeit verkehren. Östlich von Hodenhagen liegt der durch die allgemeine Luftfahrt genutzte Flugplatz Hodenhagen (EDVH).
Der Verwaltungssitz der Samtgemeinde Ahlden befindet sich in Hodenhagen.

## Söhne und Töchter der Gemeinde
- Bodo von Hodenberg (1604–1650), Verwaltungsbeamter und Dichter
- Reinhard von Adelebsen (1826–1883), Reichstagsabgeordneter aus Hudemühlen
- Bodo von Hodenberg (1826–1907), Politiker und Publizist, hannoverscher Staatsminister

## Trivia
Die von NDR und Radio Bremen produzierte funk-Zeichentrickserie Monsters of Kreisklasse dreht sich um eine fiktive Fußball-Kreisklassemannschaft namens „Borussia Hodenhagen“.